# ایشتوان گورگنیی
ایشتوان گورگِنیی (مجاری: Görgényi István؛ زادهٔ ۲ نوامبر ۱۹۴۶) بازیکن واترپلو اهل مجارستان است.